# サトエリの"アタシに任せて!"
『サトエリの"アタシに任せて!"』（サトエリのアタシにまかせて）は、2000年から2005年頃まで日本各地のAMラジオ局で放送されていた綜合放送制作のラジオ番組である。パーソナリティは佐藤江梨子。

## 概要
サトエリがあたしにまかせて！といえるようなことをやっていた。

## 放送局
- 山形放送
- 新潟放送
- 岐阜放送
- 高知放送

| スタブアイコン | サブスタブ | この項目は、まだ閲覧者の調べものの参照としては役立たない、ラジオ番組に関連した書きかけの項目です。この項目を加筆・訂正などしてくださる協力者を求めています（P:ラジオ/PJ:放送番組）。 |